# Тромп (архитектура)
Тромп (фр. trompe — охотничий рог, труба) — вогнутая поверхность в виде части конуса. Является конструктивным элементом, обеспечивающим переход от квадратного в плане средокрестия крестово-купольной постройки и четырёх подпружных арок к основанию цилиндрического барабана купола. Четыре тромпа по углам средокрестия обеспечивают перераспределение веса купола или башни: лантерны, тибуриума на угловые опоры. В арабской и испано-мавританской архитектуре тромпы оформляются в виде ступенчатых ниш и называются мукарнами, или «сталактитами». Тромпы впервые стали использовать в архитектуре древней Персии VIII—VI в. до н. э., а затем в Византии и Закавказье. В древнерусской архитектуре тромпы приобретали особую форму и назывались парусами .
- Тромпы с мозаичными изображениями символов евангелистов в основании купола Мартораны, Палермо, Италия, XII век
- Тромп во дворце Арташира I (династия Сасанидов) неподалёку от Фирузабада, Иран, III век
- Тройной тромп в мечети Кила-и-Кухна вблизи Дели, около 1541 года
- Резные деревянные украшения арок-тромпов в церкви Покрова в Филях, Москва, 1690—1693 годы